# Бит (музыкальный жанр)
Бит-музыка (англ. Beat music), также называемая мерсибит (англ. merseybeat) для групп из Ливерпуля рядом с рекой Мерси или брамбит (англ. Brumbeat) для групп из Бирмингема — это жанр рок-музыки, зародившийся в Великобритании в начале 1960‑х.
Бит-музыка представляет собой сплав рок-н-ролла, ду-вопа, скиффла, ритм-н-блюза и соула и фактически является предвестницей рока. В музыке доминирует, как правило, чистая гитара, сильный и гармоничный вокал, четкая партия ударных инструментов. Песни в основном имеют запоминающиеся мотивы. Эта музыка имеет мало общего с битниками (литературным движением 50-х).
В СССР исполнителем биг бита была группа «Интеграл», возникшая в 1962 году и превратившаяся в бит-группу в 1965 году.

## Значимые представители
- The Beatles
- The Rolling Stones
- The Who
- The Kinks
- The Yardbirds
- Cream
- The Zombies
- Herman’s Hermits
- Gerry & The Pacemakers
- The Swinging Blue Jeans
- The Searchers
- The Small Faces
- The Moody Blues
- The Pretty Things
- The Easybeats
- The Merseybeats
- The Hollies
- The Animals
- The Tremeloes
- The Dave Clark Five
- The Spencer Davis Group
- Billy J. Kramer and the Dakotas
- Freddie and the Dreamers
- Rory Storm and the Hurricanes
- Peter and Gordon
- The Fourmost
- The Undertakers
- The Big Three
- The Rockin' Berries

### Известные российские исполнители бит-музыки
- Интеграл
- Весёлые ребята
- Браво

Этот новый танец, словно динамит,

Пусть танцуют с нами все, кто любит бит.

Киев и Магадан, Пенза и Ереван. 

Над страною звучит Московский бит
- Секрет
- Сокол
- Дети
- Мифы
- Топ